# Solea (zoologia)
Solea è un genere di pesci della famiglia Soleidae.